# Kleingebiet Derecske-Létavértes
Das Kleingebiet Derecske-Létavértes (ungarisch Derecske–Létavértesi kistérség) war bis Ende 2012 eine ungarische Verwaltungseinheit (LAU 1) im Osten des Komitats Hajdú-Bihar in der Nördlichen Großen Tiefebene. Es grenzte im Osten an Rumänien. Im Zuge der ungarischen Verwaltungsreform Anfang 2013 wurden acht der zehn Ortschaften dem nachfolgenden Kreis Derecske (ungarisch Derecskei járás) und zwei Ortschaften dem neu geschaffenen Kreis Nyíradony zugeordnet.
Ende 2012 lebten auf einer Fläche von 542,88 km² 35.221 Einwohner. Die Bevölkerungsdichte betrug 65 Einwohner/km² und lag unter der des Komitats.
Der Verwaltungssitz befand sich in der Stadt Létavértes (7.098 Ew.). Über mehr Einwohner verfügte die Stadt Derecske (8.914 Ew.). Hosszúpályi und Bagamér waren zwei Großgemeinden (ungarisch nagyközség).

## Ortschaften
Folgende Ortschaften gehörten zum Kleingebiet:
| Álmosd | Bagamér | Derecske   | Hajdúbagos    | Hosszúpályi |
| Kokad  | Konyár  | Létavértes | Monostorpályi | Sáránd      |

Bis 2007 gehörte auch die Gemeinde Mikepércs zum Kleingebiet Derecske-Létavértes, wurde dann jedoch dem Kleingebiet Debrecen zugeteilt.